# L’Anarchie
L’Anarchie – francuska społeczno-polityczna gazeta anarchoindywidualistyczna założona przez Alberta Libertada. Ukazywała się od 13 kwietnia 1905 do 22 lipca 1914 – łącznie 484 numery. 
Z gazetą współpracowały takie osoby jak Émile Armand, André Lorulot, Émilie Lamotte, Raymond Callemin, Victor Serge czy Rirette Maîtrejean. Po śmierci założyciela gazety – Libertada 12 listopada 1908, redakcją czasopisma zajęli się Serge oraz Maîtrejean.
21 kwietnia 1926 francuski anarcho-syndykalista Louis Louvet wznowił wydawanie gazety. Ukazywała się ona wówczas do 1929. 